# Vejce-Massaker

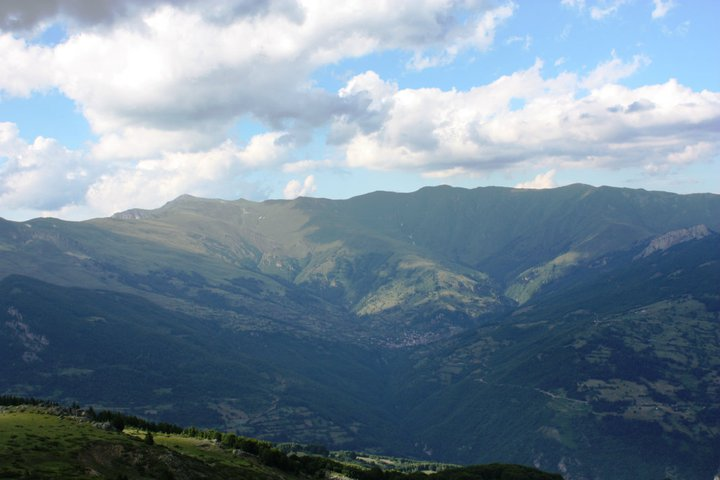
Blick auf das Dorf Vejce im Šar Planina Gebirge.

Das Massaker von Vejce (mazedonisch Масакр кај Вејце) war ein Kriegsverbrechen während des albanischen Aufstandes in Mazedonien 2001. Das Massaker ereignete sich am 28. April 2001 nahe der westmazedonischen Ortschaft Vejce, die im Šar Planina nordwestlich von Tetovo liegt, und wurde im Hinterhalt von albanischen Rebellen der paramilitärischen Organisation UÇK und Mudschahedin an Polizisten sowie Spezialisten der mazedonischen Armee verübt.

## Verlauf
Im Zuge des albanischen Aufstandes in Mazedonien führte am frühen Abend des 28. April 2001 eine Gruppe von 16 mazedonischen Soldaten und Polizisten eine Routinepatrouille in mehrheitlich albanischen Dörfer im Šar-Planina-Gebirge durch. Das Šar Planina-Gebirge galt als UÇK-Hochburg, da es neben der mehrheitlich albanischen Bevölkerung zusätzlich durch seine Berge und dichte Wälder den Rebellen Schutz bot und an die damalige serbische Provinz Kosovo grenzte, die zwei Jahre zuvor als Resultat des Kosovokrieges nicht mehr unter serbischer Führung war, in die sich die albanischen Rebellen teilweise ungehindert zurückziehen konnten. Die mazedonische Patrouille bestand aus acht Soldaten der Spezialeinheit „Volci“ (zu dt. Wölfe) sowie acht Polizisten, welche einer Sondereinheit aus Bitola angehörten. Die Patrouille verließ mit ihren jeweils zwei Humvee und zwei Lada Niwa die Kaserne von Tetovo um 17 Uhr und sollte routinemäßig um 20 Uhr wieder zurückkehren. Vor dem Dorf Selce machte sie im Dorfzentrum an einem Brunnen eine kurze Pause, wo sie auf die vorherige Patrouille traf, die aus dem Dorf Brodec zurückkehrte. Im Gespräch wurde ihnen vorgeschlagen, zurückzukehren, da keine Notwendigkeit bestehe nach Vejce zu fahren, was jedoch nicht akzeptiert wurde. Die Patrouille passierte ohne Zwischenfälle das Dorf Selce und fuhr auf einer schmalen, damals nicht asphaltierten Gebirgsstraße in Richtung des Dorfes Vejce.
Gegen 17:45 Uhr gelangte die Patrouille auf der nicht asphaltierten Gebirgsstraße zwischen den Dörfern Selce und Vejce bei Tetovo in eine enge, schwer überschaubare Kurve, die auf beiden Seiten von bis zu drei Meter hohen Hängen umgeben war. Als die ersten drei Fahrzeuge in Form eines Hufeisens in die Kurve einfuhren, wurden sie von drei Seiten von Rebellen der UÇK angegriffen. Es wurden Schüsse aus Antipanzerwaffen, Scharfschützen, Bomben, Mörsern, Gewehren und anderen automatischen Waffen abgefeuert. Die mazedonischen Spezialkräfte waren überrascht und unvorbereitet, stiegen dennoch aus ihren Fahrzeugen aus, um Widerstand zu leisten. Dabei wurden sie zu offenen Zielen, so dass viele tödliche Verletzungen davontrugen. Dem später getöteten Soldaten Igor Kosteski gelang es, den Humvee auf der schmalen Straße in eine Schutzposition zu manövrieren, die als Deckung dienen sollte. Von 17:45 Uhr bis etwa 18:15 Uhr wurde ununterbrochen geschossen. Der später bei dem Massaker getötete Polizist Ilče Stojanovski rief seinen Vorgesetzten am Stützpunkt in Tetovo gegen 17:45 Uhr zweimal über sein Mobiltelefon an und teilte ihm mit, dass die Patrouille angegriffen worden sei, dass es Verwundete und Tote gebe, und dass er darum bittet, ihnen Soforthilfe zu schicken. Mazedonischen Medienberichten zufolge rief er kurze Augenblicke später nochmals zum allerletzten Mal verzweifelt und hilflos seinen Vorgesetzten an und erklärte:

“Нема потреба повеќе да ни доаѓате во помош. Сите ќе изгинеме за Македонија...”

„Es besteht keine Notwendigkeit mehr, dass Ihr uns zu Hilfe kommt. Wir werden alle für Mazedonien sterben...“

Die nüchterne und hilflose Antwort des Polizisten kurz vor seinem Tod gab neben heroischer Anerkennung in der Bevölkerung, besonders bei Angehörigen der Opfer, auch Anlass zum Verdacht, dass die Patrouille verraten bzw. bewusst in den Hinterhalt geschickt worden war.
Nachdem die acht mazedonischen Polizisten und Soldaten außer Gefecht gesetzt worden waren, stießen die Rebellen der UÇK die etwa drei Meter hohen Hängen hinunter zu den teils schwerverletzten mazedonischen Spezialkräften und richteten ein Massaker an, welches laut den Ersthelfern, die am Ort des Geschehens eintrafen, „an Grausamkeit kaum zu überbieten sei“. Einige Soldaten wurden bei lebendigem Leibe verbrannt, andere wurden mit Messern getötet und im Genitalbereich verstümmelt. Zudem gruben die Täter den lebenden Soldaten und Polizisten mit Messern die Augäpfel aus und schnitten ihnen Ohren und Finger ab. Ein Überlebender der Patrouille bezeugte, dass „Mudschaheddin mit langen Bärten und Messern das Massaker bis zu seinem grausamen Ende führten, indem sie nur eine Person durch Erschießen töteten und den Rest in Stücke schnitten oder bei lebendigem Leib verbrannten.“ Ein UÇK-Kommandant bestätigte dies gegenüber dem kanadischen Kriegsreporter Scott Taylor und erklärte, dass das Massaker von Vejce „nur von den Ausländern begangen worden sein könne, weil Albaner keine Leichen zerstückeln“. Dieser Kommandant sowie andere UÇK-Rebellen hatten in Tschetschenien und Bosnien gekämpft und die Anwesenheit von Mudschahedin in Mazedonien bestätigt.
Bei dem Massaker wurden acht mazedonische Spezialkräfte und Polizisten getötet. Acht weitere mazedonische Spezialkräfte und Polizisten überlebten den Hinterhalt, sechs von ihnen trugen Verletzungen von sich. Viele von ihnen befanden sich im letzten Teil der Patrouille. Nachdem die mazedonischen Spezialkräfte die Lage als aussichtslos erkannten, entfernten sie sich vom Ort des Geschehens, indem sie den Hang hinuntersprangen. Die Veröffentlichung der Verbrechen in den mazedonischen Medien führte zu einer Revolte der ethnisch-mazedonischen Bevölkerung. Das Massaker wird einer Gruppe von 15 bis 20 Männern zugeschrieben. Unter anderem wird Ali Ahmeti mit den verübten Gräueltaten in Verbindung gebracht.